# 九台南站
九台南站（原站名为西营城站）位于中华人民共和国吉林省长春市九台区西营城街道，是长珲城际铁路上的火车站，建于2011年，由沈阳铁路局管辖。

## 車站周邊
- 中国邮政储蓄银行西营城街道支行

## 歷史
- 建于2011年。

## 外部連結
- 中国铁路客户服务中心（页面存档备份，存于）